# Biserica de lemn „Sfântul Arhanghel Mihail” din Hiliuți
Biserica de lemn „Sf. Arhanghel Mihail” este o biserică amplasată în Hiliuți, raionul Rîșcani, Republica Moldova. Este un monument arhitectural de importanță națională inclus în Registrul monumentelor Republicii Moldova ocrotite de stat cu nr. 2127 (raionul Rîșcani). Datează din 1808.